# Mark Turner
Mark Turner (Fairborn, 10 november 1965) is een Amerikaanse jazzsaxofonist.

## Biografie
Turner werd geboren in Fairborn, Ohio en groeide op in het kleine stadje Palos Verdes Estates in Zuid-Californië. Turner was oorspronkelijk van plan om commercieel artiest te worden. Op de lagere school speelde hij de klarinet, gevolgd door de alt- en tenorsaxofoon op de middelbare school. Hij studeerde aan de California State University - Long Beach in de jaren 1980 (speelde in de jazzensembles) en stapte vervolgens over naar en studeerde af aan het Berklee College of Music in 1990, voordat hij verhuisde naar New York. Turner werkte langere tijd bij Tower Records in New York, voordat hij fulltime als jazzmuzikant aan de slag ging.
Begin november 2008 verwondde Turner twee vingers aan een van zijn handen met een motorzaag, maar eind februari 2009 trad hij weer op met het Edward Simon Quartet in de Village Vanguard.
Hij is getrouwd met de psychiater en antropologe Dr. Helena Hansen.

## Stijl en invloeden
Turners geluid doet denken aan dat van Warne Marsh, maar hij heeft ook elementen van John Coltrane in zijn spel. Turner heeft zowel Marsh als Coltrane als invloeden genoemd en heeft elementen van de stijlen van beide spelers in zijn muziek gebruikt. Het bereik van Turner strekt zich uit tot in het hoge altissimo register. Zijn geïmproviseerde lijnen hebben de neiging om meerdere octaven te overspannen en bevatten een grote harmonische en ritmische complexiteit. Zijn composities maken vaak gebruik van herhaalde patronen, oneven gemeten maatsoorten en intervallische sprongen.
Turner beweert dat zijn muziek zich ontvouwt als een verhaal. Daarom is zijn album uit 2014 Lathe of Heaven vernoemd naar de gelijknamige roman van Ursula Le Guin, die is gebaseerd op het idee van een wereld, waarin de aard van de werkelijkheid steeds verandert.

## Muzikale verenigingen
In september 2014 bracht Turner zijn eerste album uit als leider sinds 2001 bij ECM Records. Daarop spelen trompettist Avishai Cohen, bassist Joe Martin en drummer Marcus Gilmore. Turner maakt deel uit van het trio Fly, waaronder hijzelf, bassist Larry Grenadier en drummer Jeff Ballard. Hij speelt ook in het kwartet van gitarist Gilad Hekselman en in het kwartet van drummer Billy Hart. Turner heeft uitgebreid opgenomen met onder andere gitarist Kurt Rosenwinkel, saxofonist David Binney en pianist Aaron Goldberg. Turner, de ultieme jazz-sideman, speelde of werkte samen met meer dan 45 jazzbands. Alleen al in 2018 en 2019 speelde hij op acht verschillende jazzalbums als sideman of medewerker.

## Discografie

### Als leader
- 1995: Yam Yam (Criss Cross)[11]
- 1998: Mark Turner (Warner Bros.)
- 1998: In This World (Warner Bros.)
- 1998: The Music of Mercedes Rossy (Fresh Sound)
- 2000: Ballad Session (Warner Bros.)
- 2000: Two Tenor Ballads (Criss Cross)[12]
- 2000: Consenting Adults met M.T.B. (Criss Cross)
- 20001: Dharma Days (Warner Bros.)
- 2013: Dusk Is a Quiet Place met Baptiste Trotignon (Naive)
- 2015: Lathe of Heaven (ECM)[13]
- 2018: Temporary Kings (ECM)
- 2019: Mark Turner Meets Gary Foster (Capri)

Met Fly
- 2004: Fly (Savoy)
- 2009: Sky & Country (ECM)
- 2012: Year of the Snake (ECM)

### Als sideman
Met George Colligan
- 1997: The Newcomer (SteepleChase)
- 1999: Unresolved (Fresh Sound)
- 2000: Constant Source (SteepleChase)

Met Billy Hart
- 2006: Billy Hart Quartet (HighNote)
- 2012: All Our Reasons (ECM)
- 2014: One Is the Other (ECM)

Met Jochen Rueckert
- 2011: Somewhere Meeting Nobody (Pirouet)
- 2014: We Make the Rules (Whirlwind)
- 2016: Charm Offensive (Pirouet)

Met Edward Simon
- 1995: Edward Simon (Kokopelli)
- 2011: La Bikina (Red)
- 2013: Venezuelan Suite (Sunnyside)

Met Kurt Rosenwinkel
- 2000: The Enemies of Energy (Verve)
- 2000: The Next Step (Verve)
- 2003: Heartcore (Verve)
- 2008: The Remedy (ArtistShare)

Met anderen
- 1992: Delfeayo Marsalis, Pontius Pilate's Decision (Novus)
- 1993: Ryan Kisor, On the One (Columbia)
- 1994: Jonny King, In from the Cold (Criss Cross)
- 1994: Leon Parker, Above & Below (Epicure)
- 1995: Jimmy Smith, Damn! (Verve)
- 1996: Carl Allen, Echoes of Our Heroes (Evidence)
- 1996: Jon Gordon, Witness (Criss Cross)
- 1997: James Moody & Mark Turner, Warner Jams Vol. 2: The Two Tenors (Warner Bros.)
- 1997: Reid Anderson, Dirty Show Tunes (Fresh Sound)
- 1997: Seamus Blake, Four Track Mind (Criss Cross)
- 1997: Jon Gordon, Along the Way (Criss Cross)
- 1998: Chris Cheek, A Girl Named Joe (Fresh Sound)
- 1998: Perico Sambeat, Ademuz (Fresh Sound)
- 1999: Aaron Goldberg, Turning Point (J-Curve)
- 1999: Russell Gunn, Love Requiem (HighNote)
- 1999: Reid Anderson, Abolish Bad Architecture (Fresh Sound)
- 2000: John Patitucci, Imprint (Concord Jazz)
- 2000: Joshua Redman, Beyond (Warner Bros.)
- 2001: Lee Konitz, Parallels (Chesky)[14]
- 2002: Anke Helfrich, You'll See (Double Moon)
- 2002: Chris Wiesendanger, Urban Village (Fresh Sound)
- 2002: Joe Martin, Passage (Fresh Sound)
- 2002: Matthias Lupri, Same Time Twice (Summit)
- 2004: Aldo Romano, The Jazzpar Prize (Enja)
- 2004: Matthias Lupri, Transition Sonic (Summit)
- 2005: Benoit Delbecq, Phonetics (Songlines)
- 2005: Jakob Bro, Sidetracked (Loveland)
- 2005: Jaleel Shaw, Perspective (Fresh Sound)
- 2005: Omer Avital, Asking No Permission (Smalls)
- 2005: Robert Glasper, Canvas (Blue Note)
- 2006: Josh Ottum, Like the Season (Tapete)
- 2006: David Binney, Cities and Desire (Criss Cross)
- 2006: Omer Avital, The Ancient Art of Giving (Smalls)
- 2007: David Virelles, Motion (Justin Time)
- 2007: Ferenc Nemeth, Night Songs (Dreamers)
- 2007: Jakob Bro, Pearl River (Loveland)
- 2008: Baptiste Trotignon, Share (Naive)
- 2008: Francisco Mela, Cirio (Half Note)
- 2009: Diego Barber, Calima (Sunnyside)
- 2009: Enrico Rava, New York Days (ECM)
- 2009: Mark Zubek, Twentytwodollarfishlunch (Fresh Sound)
- 2009: Baptiste Trotignon, Suite (Naive)
- 2010: Yeahwon Shin, Yeahwon (ArtistShare)
- 2010: Aaron Goldberg, Home (Sunnyside)
- 2011: David Binney, Barefooted Town (Criss Cross)
- 2011: Gilad Hekselman, Hearts Wide Open (Le Chant du Monde)
- 2012: Ibrahim Maalouf, Wind (Mi'ster)
- 2012: SFJAZZ Collective, Wonder (SFJAZZ)
- 2012: David Virelles, Continuum (Pi)
- 2013: Gilad Hekselman, This Just In (Jazz Village)
- 2014: Stefano Bollani, Joy in Spite of Everything (ECM)
- 2014: Tom Harrell, Trip (HighNote)
- 2014: Yelena Eckemoff, A Touch of Radiance (L&H)
- 2015: Ibrahim Maalouf, Kalthoum (Mi'ster)
- 2016: Jorge Rossy, Stay There (Pirouet)
- 2018: Benoit Delbecq, Spots On Stripes (Clean Feed)
- 2019: Ethan Iverson, Common Practice (ECM)
- 2019: Jeff Ballard, Fairgrounds (Edition)
- 2019: Joe Martin, Etoilee (Sunnyside)
- 2019: Tom Harrell, Infinity (HighNote)
- 2020: Joao Barradas, Portrait (Nischo)